# Atoomenergiecommissie van de Verenigde Naties

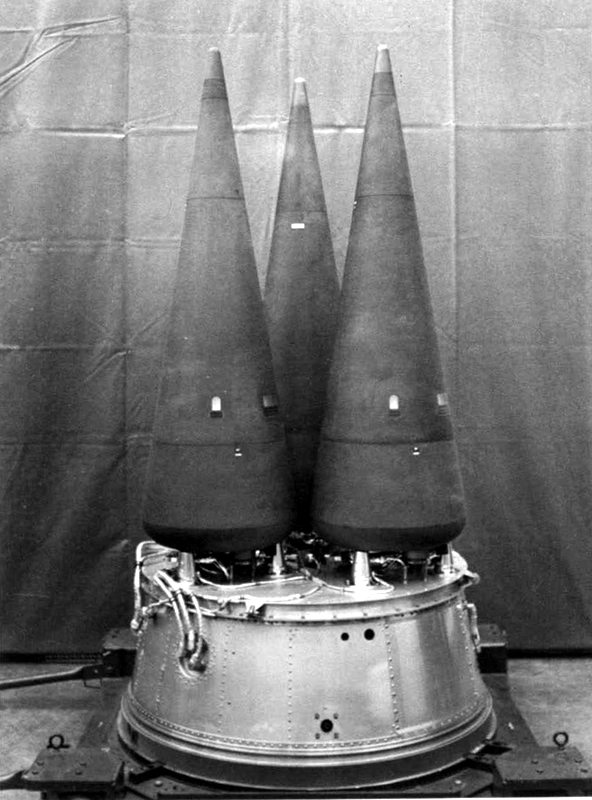
Drie Amerikaanse kernkoppen.

De Atoomenergiecommissie van de Verenigde Naties (Engels: United Nations Atomic Energy Commission, afkorting: UNAEC) was een commissie die op 24 januari 1946 werd opgericht door de Verenigde Naties om de problemen die rezen na de ontdekking van atoomenergie aan te pakken.
De Atoomenergiecommissie werd opgericht door resolutie 1 van de Algemene Vergadering van de Verenigde Naties. Na Resolutie 41 van de Algemene Vergadering over globale ontwapening, moest de commissie van de VN-Veiligheidsraad voorstellen doen en verdragen en conventies voorbereiden over internationale controle op kernenergie.
De Atoomenergiecommissie kwam in een impasse toen geen overeenstemming kon worden bereikt. De Verenigde Staten waren toen nog het enige land dat in het bezit was van atoomwapens. Het stelde voor die te vernietigen als de VN-controles op de ontwikkeling van atoomtoepassingen buiten het vetorecht in de Veiligheidsraad zouden vallen. De bedoeling was dat atoomtechnologie enkel vreedzaam gebruikt kon worden.
De Atoomenergiecommissie ging akkoord met dat plan maar in de Veiligheidsraad onthield de Sovjet-Unie zich bij de stemming erover. De discussie ging verder maar kwam in een impasse. In 1949 besloot de Commissie om voor onbepaalde tijd uit elkaar te gaan.